# Rony Lutz
Rony Lutz, (Johann Hieronymus) född 23 december 1938 i Nürnberg  i Tyskland, är en svensk illustratör.  
Efter konststudier i Tyskland kom Lutz till Sverige 1960 där han arbetade inom tryckeri- och reklambranschen.
1969 anställdes Lutz på Saab där han var verksam som illustratör till pensioneringen 2002.